# Municipio de Harmony (condado de Spink)
El municipio de Harmony (en inglés: Harmony Township) es un municipio ubicado en el condado de Spink en el estado estadounidense de Dakota del Sur. En el año 2010 tenía una población de 63 habitantes y una densidad poblacional de 0,67 personas por km².

## Geografía
El municipio de Harmony se encuentra ubicado en las coordenadas 44°56′17″N 98°17′20″O / 44.93806, -98.28889. Según la Oficina del Censo de los Estados Unidos, el municipio tiene una superficie total de 93.49 km², de la cual 93,49 km² corresponden a tierra firme y (0 %) 0 km² es agua.

## Demografía
Según el censo de 2010, había 63 personas residiendo en el municipio de Harmony. La densidad de población era de 0,67 hab./km². De los 63 habitantes, el municipio de Harmony estaba compuesto por el 95,24 % blancos, el 4,76 % eran de otras razas. Del total de la población el 4,76 % eran hispanos o latinos de cualquier raza.